# Svenska idrottsgalan 2006
Svenska idrottsgalan 2006 hölls i Globen den 16 januari 2006. Kristin Kaspersen och Peter Jihde var programledare.
Priser till Sveriges bästa idrottare under 2005 delades ut i följande kategorier. Årets kvinnliga idrottare, Årets manlige idrottare, Årets lag, Årets ledare, Årets nykomling, Årets prestation och Årets idrottare med funktionshinder. Dessutom delades Jerringpriset och TV-sportens Sportspegelpris ut.

## Priser
| Pris                                | Prisutdelare | Nominerade | Vinnare                             |                                     |
| ----------------------------------- | ------------ | --- | ----------------------------------- | ----------------------------------- |
| Årets kvinnliga idrottare           |              | Kajsa Bergqvist, friidrott Carolina Klüft, friidrott Anja Pärson, alpint Annika Sörenstam, golf                                   | Anja Pärson, alpint                 |                                     |
| Årets manlige idrottare             |              | Jan Brink, Dressyr Henrik Lundqvist, ishockey Zlatan Ibrahimović, fotboll Tony Rickardsson, speedway                              | Tony Rickardsson, speedway          |                                     |
| Årets lag                           |              | Curlinglandslaget, damer Sveriges herrlandslag i bandy Sveriges herrlandslag i fotboll Friidrottslandslaget, damer                | Sveriges herrlandslag i fotboll     |                                     |
| Årets ledare                        |              | Agne Bergvall, friidrott Lars Lagerbäck, fotboll Kenth Hultqvist, bandy Yannick Tregaro, friidrott                                | Yannick Tregaro, friidrott          |                                     |
| Årets nykomling                     |              | Sofia Arvidsson, tennis Emma Green, friidrott Johanna Mattsson, brottning Anna Nordqvist, golf                                    | Emma Green, friidrott               |                                     |
| Årets prestation                    |              | Kajsa Bergqvist, friidrott Emelie Öhrstig, längdåkning Stefan Holm, friidrott Zlatan Ibrahimović, fotboll                         | Kajsa Bergqvist, friidrott          |                                     |
| Årets idrottare med funktionshinder |              | Marléen Bengtsson-Kovacs, bordtennis Ulrika Nilsson, friidrott Alexandra Polivanchuk, simning Stafettlandslaget 4x100m, friidrott | Alexandra Polivanchuk, simning      |                                     |
| Jerringpriset                       |              | Vinnare: Tony Rickardsson, speedway                                                                                               | Vinnare: Tony Rickardsson, speedway | Vinnare: Tony Rickardsson, speedway |
| TV-sportens Sportspegelpris         |              | Vinnare: Åsa Sandell, boxning | Vinnare: Åsa Sandell, boxning       | Vinnare: Åsa Sandell, boxning       |

### Fotnoter
1. ↑  ”Svensk mediedatabas”. http://smdb.kb.se/catalog/id/003059801. Läst 16 september 2011.